# Guarda (tỉnh)
Guarda (tỉnh) (tiếng Bồ Đào Nha: Distrito de Guarda) là một tỉnh của Bồ Đào Nha, giáp biên giới với các vùng Castilla và León và Extremadura của Tây Ban Nha. Tỉnh lỵ đặt ở thành phố Guarda.

## Các khu tự quản
Tỉnh gồm 14 khu tự quản:
- Aguiar da Beira
- Almeida
- Celorico da Beira
- Figueira de Castelo Rodrigo
- Fornos de Algodres
- Gouveia
- Guarda
- Manteigas
- Mêda
- Pinhel
- Sabugal
- Seia
- Trancoso
- Vila Nova de Foz Côa

Bản mẫu:Khu tự quản của tỉnh Guarda